# Joseph Middeleer

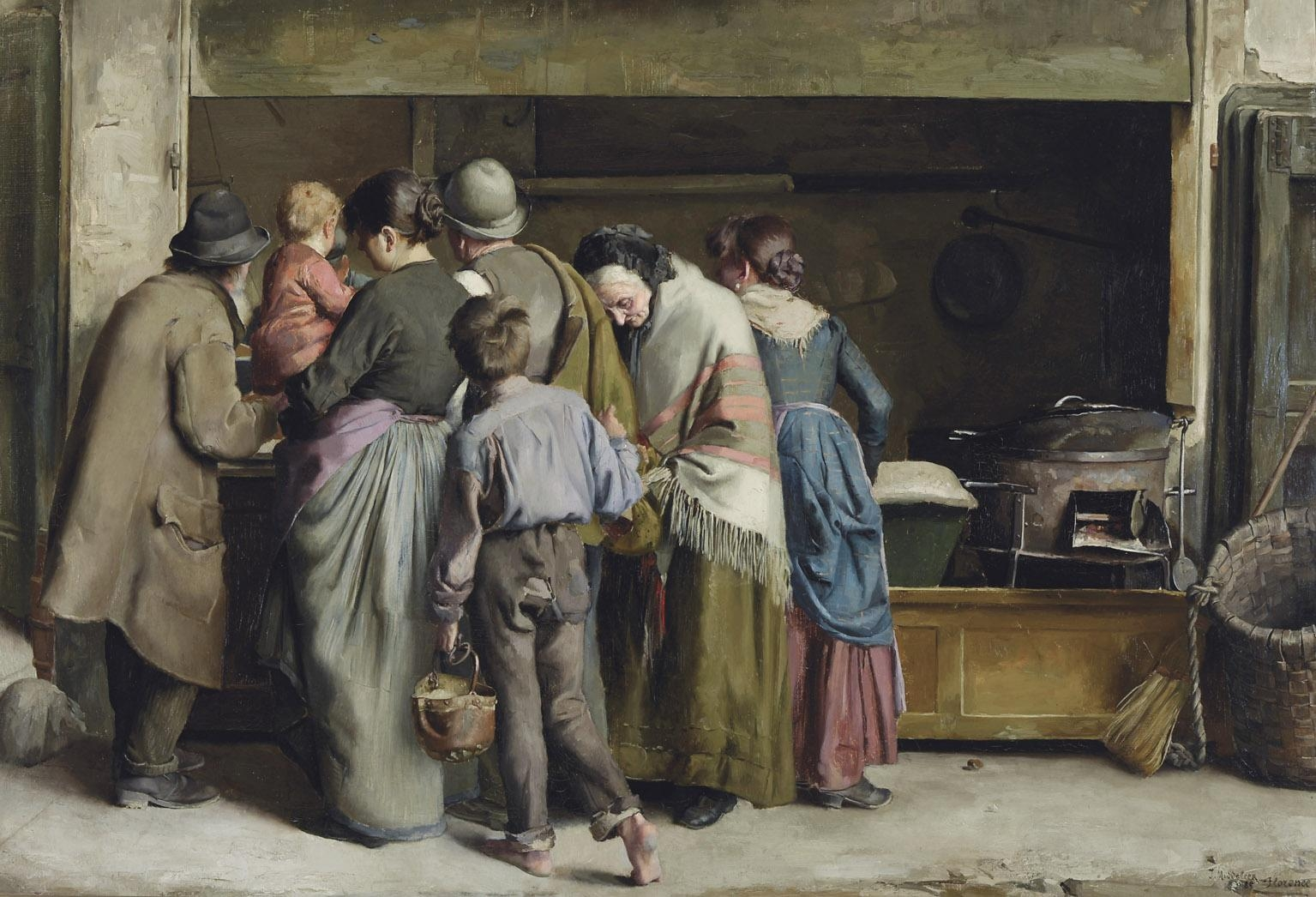
Puesto de comida en Florencia

Joseph Middeleer ( Ixelles, 1865 – Assebroek, 1934 o 1939) fue un pintor y acuarelista belga conocido por sus escenas de género, figuras, paisajes y bodegones. Fue un artista de formación académica cuyo estilo y temas reflejaban inicialmente el estilo de género retro de la pintura romántico-histórica belga. También trató temas de realismo social y en la década de 1890 pintó varias obras simbolistas 

## Vida
Joseph Middeleer nació en Elsene o Ixelles, cerca de Bruselas. Estudió en la Academia Real de Bellas Artes de Bruselas. También asistió al estudio de arte privado de Franz Meerts, pintor de escenas de género. 

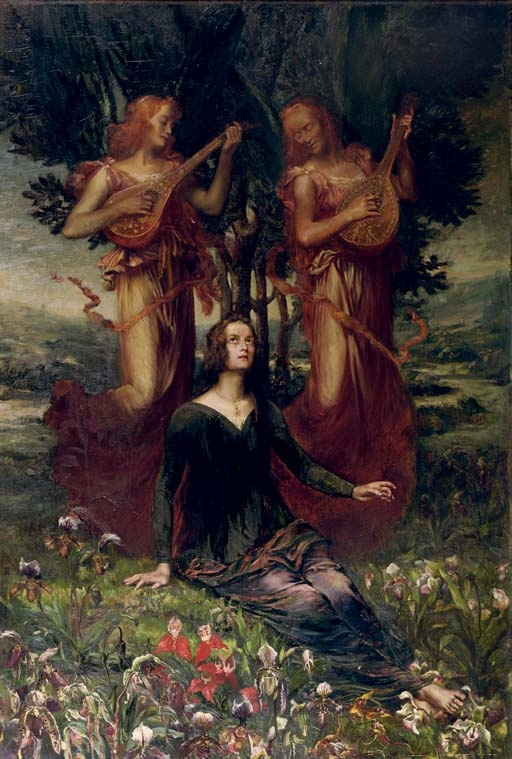
Inspiración: Ángeles encantadores

Middeleer fue miembro de dos asociaciones artísticas de Bruselas. La primera era L'Union des Arts, que existió de 1876 a 1885 y organizaba exposiciones colectivas de obras de artistas plásticos. Se celebraron tres de estas exposiciones, todas ellas en el estudio personal del maestro de Middeleer, Franz Meerts. No tuvieron especial éxito. Otros miembros de esta asociación fueron Louis Baretta, Marie De Bièvre, Charles Defreyn, Jules Dujardin, Joseph Flameng, Ernest Hoerickx, Louis Ludwig, Léon Massaux, René Ovyn, Emile Rimbout, Pieter Stobbaerts, Flori Van Acker y Henri Van der Taelen. Tras la desaparición de L'Union des Arts, Middeleer fue cofundador, junto con Franz Meerts y otros, de una nueva asociación de jóvenes artistas, que recibió el nombre holandés de Voorwaarts ("Adelante") en 1885. El cofundador fue Louis Baretta. El lema era: Hooger is ons doel ('Más alto es nuestro objetivo'). Lo que llama la atención es tanto el nombre en neerlandés del círculo como el lema en neerlandés. El blasón de Voorwaarts fue diseñado por Middeleer. Los miembros de Voorwaarts eran Ernest Hoerickx, Léon Massaux, Emile Rimbout, Jan Stobbaerts, Pieter Stobbaerts, Eugène Surinx, Flori van Acker y Camille Wauters. Más tarde se unieron otros, como Theodoor Verstraete, Emile Claus, Adrien-Joseph Heymans, Gustave Vanaise, Alfred Verhaeren, Victor Gilsoul, Eugène Laermans, August De Bats, Henri Ottevaere y Emile Van Doren. El primer salón se celebró en 1885 en la calle IJzerenkruistraat, en el bullicioso corazón de Bruselas. En 1888, Voorwaarts expuso en los Museos Reales de Bellas Artes de Bélgica enBruselas. La asociación dejó de existir en 1893.

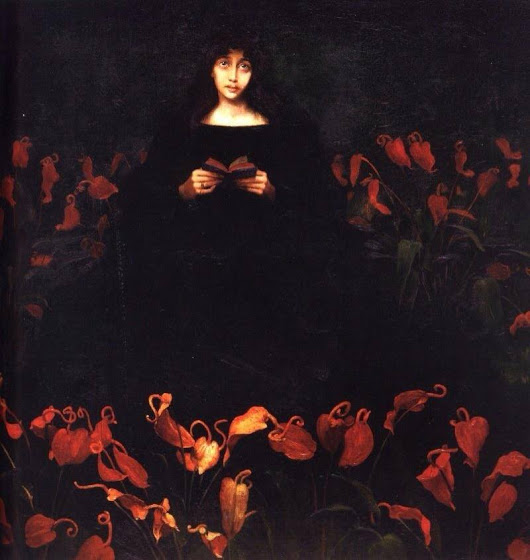
La endemoniada

Middeleer se unió al Cercle des aquarellistes et des aquafortistes belges (Círculo de acuarelistas y grabadores), fundado en 1883. En 1887, Middeleer obtuvo el premio de artes prácticas de la Real Academia de Bélgica. Participó en algunos proyectos de restauración. Se le pidió que restaurara las pinturas murales del siglo XVI de la iglesia de San Martín de Meise, redescubiertas en 1895. Utilizó una técnica inusual de frescos al realizar la restauración sobre una superficie acanalada en lugar de plana. Su trabajo fue elogiado por el hecho de que los frescos restaurados no podían distinguirse de las obras originales. También añadió dos nuevos frescos en el estilo de los antiguos. Middeleer participó en los salones de L'Art idéaliste a partir de 1896. La iniciativa de estos salones fue de Jean Delville, pintor simbolista, autor y teósofo. Delville apoyaba el arte basado en las ideas, que expresaba los ideales filosóficos derivados de las tradiciones herméticas y esotéricas contemporáneas. El movimiento idealista estaba en contra del impresionismo y el realismo en el arte. Por esta época, Middeleer también empezó a pintar cuadros simbolistas, como La inspiración de los ángeles encantadores. Estas obras también se acercan a las de los prerrafaelistas. También participó en las llamadas "Gestes Esthétiques" entre 1892 y 1897 junto con, entre otros, Fernand Khnopff. Estos salones de arte simbolista fueron iniciados por el francés Joseph Péladan. Péladan consideraba que el arte era de origen divino. Middeleer estaba influenciado por esta línea de pensamiento, como demuestra la presencia destacada de la figura de Cristo en varios de sus dibujos. Un cuadro simbólico muy conocido de Middeleer es La endemoniada, que a veces se compara con la Medusa dormida de Fernand Khnopff.

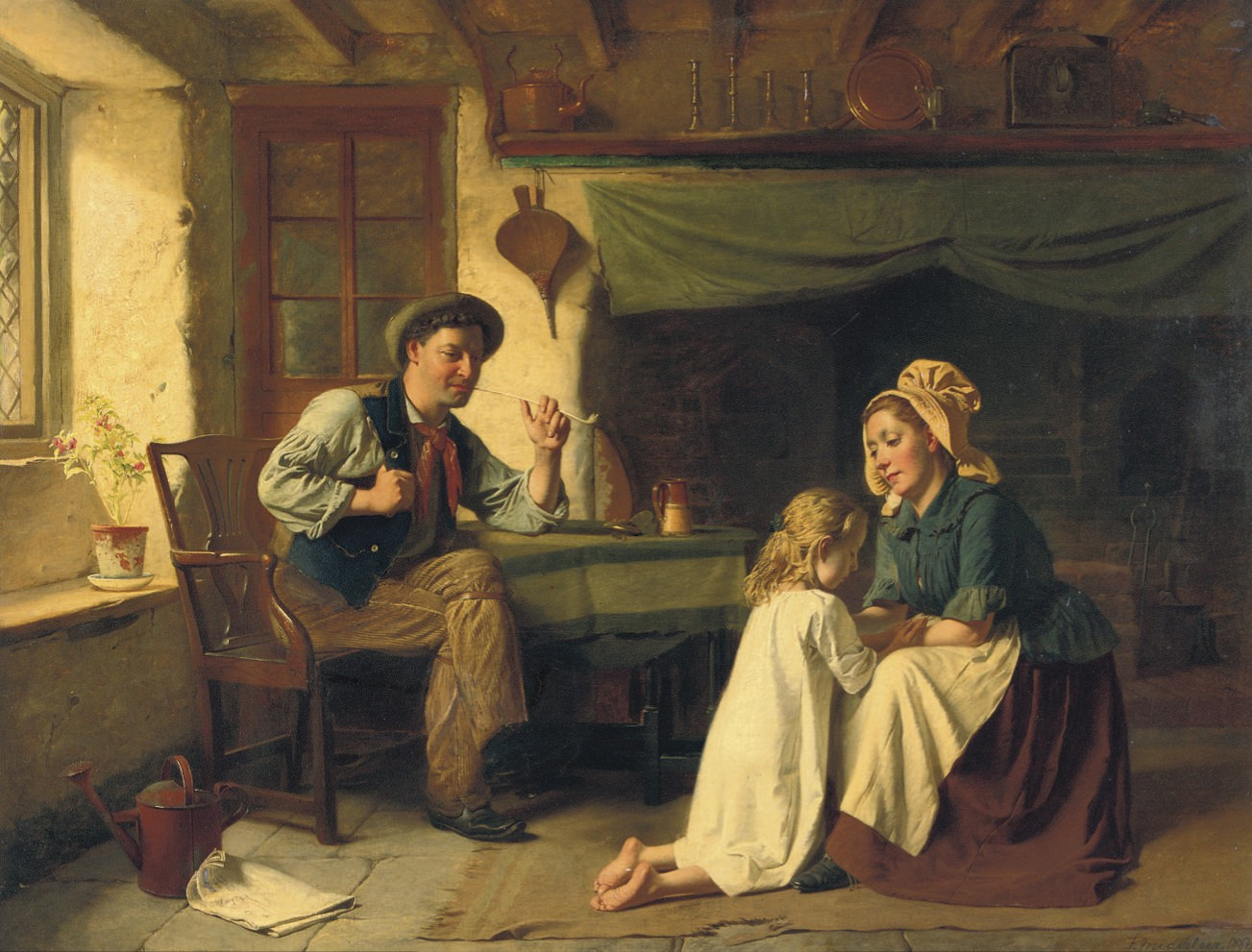
La querida hija

Middeleer ilustró la publicación en tres volúmenes L'art flamand escrita por Jules Dujardin, publicada en 1896. Middeleer realizó 1.500 dibujos a pluma ilustrando obras de arte de los antiguos maestros para esta publicación sobre la historia del arte flamenco.
Acompañó a su maestro Franz Meerts a Florencia en Italia, para ayudarlo a copiar el gran Retablo de Portinari de Hugo van der Goes. La copia había sido encargada por el gobierno belga. En 1904, Middeleer se mudó al campo de Assebroek, cerca de Brujas.
Joseph Middeleer murió en Assebroek en 1934 o 1939.

## Obra
Joseph Middeleer es conocido por sus escenas de género, figuras, paisajes y naturalezas muertas.  Fue un artista de formación académica cuyo estilo y temas reflejaban inicialmente el estilo de género retro de la pintura histórico-romántica belga, con su preferencia por las escenas de género situadas en un entorno de los siglos XVI y XVII. Inicialmente también se ocupó de temas realistas sociales y en la década de 1890 pintó una serie de obras simbolistas. En su vida posterior, pintó vistas y paisajes idílicos de la ciudad, a menudo de Brujas o su entorno. 